# Éjszaka – Reggel
Éjszaka (en húngaro: Noche) y Reggel (en húngaro: Mañana), a veces también conocido como Éjszaka és reggel (en húngaro: Nocha y Mañana) o Ejszaka, Reggel, son composiciones vocales gemelas del compositor húngaro-austriaco György Ligeti. Fueron publicadas como un conjunto y generalmente se interpretan y granan en conjunto.

## Composición
Esta obra fue compuesta junto con una serie de composiciones vocales basadas en textos del poeta húngaro Sándor Weöres. Fue compuesta en 1955 en Budapest, pero se estrenó por primera vez trece años después, el 16 de marzo de 1968, en Estocolmo, con el Coro de la Radio Sueca bajo la batuta de Eric Ericson. Finalmente fue publicada por la editorial Schott Music. Esta fue la última composición vocal de Ligeti en la que utilizó su estilo compositivo temprano, ya que con Lux Aeterna (1966) "rompió con (su) estilo anterior de agrupaciones de tonos cromáticos". Después de esta composición, Ligeti solo retomó textos de Weöres nuevamente 30 años después, con Magyar Etüdök .

## Análisis
La composición dura aproximadamente cuatro minutos en su interpretación y presenta algunos de los rasgos de las primeras composiciones de Ligeti. El texto fue traducido al inglés y al alemán por el compositor. La pieza es bien conocida entre músicos y musicólogos por su uso del canon para crear grupos de sonido y la yuxtaposición de ideas opuestas.
Éjszaka está compuesta para un coro mixto típico: sopranos, altos, tenores y bajos. Comienza con solo dos palabras (Rengeteg tövis) siendo así progresivamente cantada por todo el coro en un hipnotizador Andante con moto. Por otro lado, Reggel es una composición de cinco partes, escrita para sopranos, mezzosopranos, altos, tenores y bajos, y es un movimiento mucho más vivo y rápido (marcado Vivace, stridente). La sección central de Reggel está marcada con un Più mosso. Prestissimo molto leggiero, donde el coro interpreta corcheas muy rápidas y cortas mientras las voces solistas del tenor y la soprano cantan Kikeriki en falsete. La tercera sección es mucho más lenta, vuelve al Tempo I y termina la pieza.

## Grabaciones
- Ligeti: Lux æterna. Oeuvres vocales. Groupe Vocal de France, Guy Reibel, Groupe Vocal de France. EMI, 1990.[6]
- Gyorgy Ligeti Edition Vol 2 - A Cappella Choral Works. Terry Edwards, London Sinfonietta Voices. Sony, 1997.[7]